# Arenaria olloixii
Arenaria olloixii är en nejlikväxtart som beskrevs av Jahandiez och al. Arenaria olloixii ingår i släktet narvar, och familjen nejlikväxter. Inga underarter finns listade i Catalogue of Life.